# إكسورة أريجية
إكسورة أريجية (الاسم العلمي:Ixora fragrans) هي نوع من النباتات تتبع جنس الإكسورة من الفصيلة الفوية.